# Orthoxiphus atriceps
Orthoxiphus atriceps är en insektsart som beskrevs av Henri Saussure 1899. Orthoxiphus atriceps ingår i släktet Orthoxiphus och familjen syrsor. Inga underarter finns listade i Catalogue of Life.